# 呉欣岱
呉 欣岱（こ きんたい、Wu Hsin-tai、1987年7月1日 - ）は、台湾桃園市出身の外科医、公衆衛生学者、政治家（台湾基進）。

## 人物

### 政界入り
香港反送中・民主化デモに対する香港のキャンペーンの影響を受けて、台湾が中国共産党に近づくことが懸念されています。台湾基進的な活動に参加した後、台湾基進の理念と香港反送中・民主化デモのウォーミングアップに賛成してへ入党。
2020年1月、立法委員（第10期）は不分区名簿3番目で出馬も当選ならず。